# Emmaús (Judea)

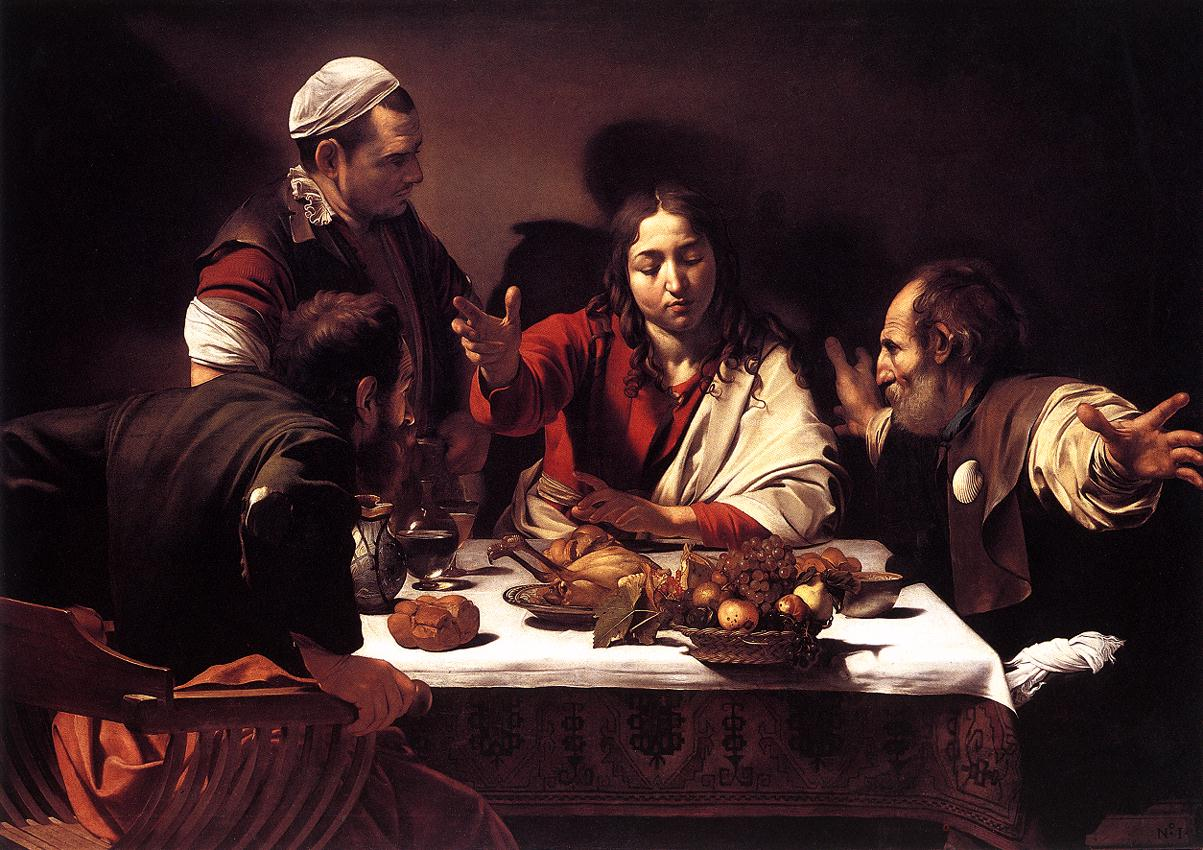
Sopar a Emmaús de Caravaggio, 1601

Emmaús fou una ciutat de Palestina a prop de Jerusalem (60 estadis) en què, d'acord amb l'evangeli de Lluc, hi succeí l'episodi bíblic de l'aparició de Jesús a dos deixebles després d'haver ressuscitat.
Judes Macabeu hi va obtenir una victòria el 166 aC. Flavi Josep (Josephus) diu que el 161 aC el governador selèucida de la regió a l'oest de l'Eufrates, Baquides (Bacchides), va fortificar les ciutats de la rodalia de Jerusalem incloent Emmaus, per ordre de Demetri I Soter que volia eliminar la revolta dels macabeus i col·locar Alcimus com a gran sacerdot. Després de la mort de Nicànor el selèucida va derrotar Judes Macabeu, que va morir en la batalla d'Elasa el 160 aC, prop d'Emmaús.
En temps de Juli Cèsar fou elevada al rang de capital de toparquia. Josephus diu també que Emmaús fou una ciutat incendiada per Quintili Var, llegat a Síria del 6 aC al 4 aC en revenja per la mort d'alguns romans i que després fou reconstruïda i fou una toparquia i apareix a la llista de toparquies de l'any 66. Fou residència de la Legio V que va atacar Jerusalem l'any 70.
Elagàbal (emperador 218 a 222) va concedir el canvi de nom a Nicòpolis el 221 i el 223 el militar Juli Africà va permetre el canvi de nom. S'hi va construir després una basílica restaurada després per romans d'Orient i croats. El 634 segons unes fonts o el 638 segons altres, fou ocupada pels àrabs que la van anomenar Amwas. Va patir una plaga el 639 (la famosa pesta d'Amwas que hauria provocat 25000 morts a la regió), i va restar quasi abandonada passant la capitalitat comarcal a Ludd i després a Ramla. Es va tornar a poblar a l'arribada dels croats que hi van establir un castell i una església.

## Emmaús a l'episodi bíblic
Quan Sant Lluc l'esmenta com a escenari de la trobada entre Jesús, ja ressuscitat, i Cleofàs, no ho fa utilitzant un nom concret de ciutat sinó la paraula hebrea "emmaús" que vol dir "aigües termals" així que el mateix nom era portat per més que d'una ciutat i alguns llocs es disputen ser la ciutat esmentada per Sant Lluc.
Flavius Josefus esmenta dues ciutats amb el nom Emmaús, i una d'elles podria ser la de la trobada, a la que Josefus anomena Ammaous, la situa a 30 estadis, i diu que Vespasià hi va establir una colònia de 800 veterans. Tenia aigües termals i a una de les fonts se li atribuïen virtuts miraculoses fins al punt que Julià l'Apòstata va voler tancar-la. La colònia militar va esdevenir important i el seu nom va romandre fins al segle xx amb la forma àrab Qoloniyeh (avui porta el nom hebreu Moza o Motza). Per la distància però, és dubtós que fos la mateixa, ja que estaria a mitjan camí de la que diu Sant Lluc.
La ciutat que més probablement seria aquesta Emmaús, correspondria a la ciutat de Kuriat al-Anub o Abu Gosh, a la carretera entre Jerusalem i Jafa, al turó on hi ha el lloc de Quiriat-Jearim. La ciutat fou traslladada a la vall per la Legió X que era estacionada al lloc, i se sap que tenia aigües termals. Al temps dels croats es va identificar el llogaret de Siryat al-Enab (Kuriat al-Anub) com el lloc de la ciutat esmentada per Sant Lluc i s'hi va construir una església. Al segle xiii va perdre importància al traslladar-se al nord la ruta més freqüent. Al segle xix el xeic local àrab Abu Gosh li va donar el seu nom i va percebre taxes per visitar la ciutat.
Quan Kuriat al-Anub va perdre importància, un altre lloc, Qubeiba, fou identificat com l'Emmaús de Sant Lluc, a una via una mica al nord, al llogaret Parva Mahomèria, on hi havia una església, un castell i una estació per viatgers. Es va començar a venerar el lloc vers el segle xv, quan portava el nom musulmà de Qubeiba.
El seu nom modern és Amwas o Ammawus, prop de Latrun.